# Liste der Kulturdenkmäler in Binsfeld
In der Liste der Kulturdenkmäler in Binsfeld sind alle Kulturdenkmäler der rheinland-pfälzischen Ortsgemeinde Binsfeld aufgeführt. Grundlage ist die Denkmalliste des Landes Rheinland-Pfalz (Stand: 10. August 2023).

## Einzeldenkmäler
| Bezeichnung                       | Lage                                        | Baujahr                         | Beschreibung | Bild                           |
| --------------------------------- | ------------------------------------------- | ------------------------------- | --- | ------------------------------ |
| Wohn- oder Backhaus               | Alte Trierer Straße 29 Lage                 | 17. oder frühes 18. Jahrhundert | eingeschossiges Wohn- oder Backhaus mit Treppengiebel, im Kern wohl aus dem 17. oder frühen 18. Jahrhundert                                      | BW                             |
| Wegekreuz                         | Alte Trierer Straße, bei Nr. 55 Lage        | 1602                            | Schaftkreuz, Rotsandstein, bezeichnet 1602 (?)                                                                                                   | BW                             |
| Heiligenhäuschen                  | Auf dem Aulend, bei Nr. 6 Lage              | 1631                            | Heiligenhäuschen; eingelassen ein Schaftkreuz, bezeichnet 1631                                                                                   | BW                             |
| Wegekreuz                         | Auf dem Aulend, bei Nr. 27 Lage             | 1820                            | nachbarockes Schaftkreuz, bezeichnet 1820 | BW                             |
| Fenster                           | Im Hof, an Nr. 1 Lage                       | 16. Jahrhundert                 | zweitverwendetes spätgotisches Zwillingsfenster, wohl aus dem 16. Jahrhundert                                                                    | BW                             |
| Katholische Pfarrkirche St. Georg | Kirchstraße 14 Lage                         | 1848/49                         | Saalbau, Rundbogenstil, 1848/49 | BW                             |
| Kriegerdenkmal                    | Kirchstraße, bei Nr. 14 Lage                | 1920er oder 1930er Jahre        | Kriegerdenkmal 1914/18 | BW                             |
| Wegekreuz                         | Kirchstraße, bei Nr. 14 Lage                | 1629                            | Schaftkreuz, ehemals bezeichnet 1629 | BW                             |
| Postkreuz                         | Kirchstraße, bei Nr. 28 Lage                | 1551                            | Postkreuz, bezeichnet 1551 | BW                             |
| Türgewände                        | Kirchstraße, an Nr. 28 Lage                 | 16. oder 17. Jahrhundert        | gotische Türeinfassung, Rotsandstein, 16. oder 17. Jahrhundert                                                                                   | BW                             |
| Wegekreuz                         | St.-Georg-Straße, Ecke Industriestraße Lage | 1814                            | Schaftkreuz, bezeichnet 1814 | BW                             |
| Stallscheune                      | St.-Georg-Straße, zu Nr. 7 Lage             | um 1800                         | Stallscheune, wohl um 1800 | BW                             |
| Wegekreuz                         | nördlich des Ortes im Wald Lage             |                                 | Wegekreuz | BW                             |
| Wegekreuz                         | nordöstlich des Ortes an der K 6 Lage       | 1827                            | klassizistischer Kreuzigungsbildstock, bezeichnet 1827                                                                                           | BW                             |
| Binsfelder Heiligenhäuschen       | westlich des Ortes Lage                     | ab 1619                         | neugotischer Rotsandsteinquaderbau, bezeichnet 1905; Fragment eines Schaftkreuzes, bezeichnet 1817; Schaftkreuz, Kyllburger Typ, bezeichnet 1619 | weitere Bilder Fotos hochladen |